# Filosofia sociale
La filosofia sociale è lo studio filosofico di questioni riguardanti il comportamento sociale e i rapporti tra gli individui.
Comprende svariati argomenti, dai processi cognitivi individuali alla legittimità delle leggi, dai contratti sociali ai criteri per le rivoluzioni, dalle funzioni delle azioni di ogni giorno agli effetti della scienza sulla cultura, dai cambiamenti nella demografia all'ordine collettivo di un nido di vespe. Si tratta di un campo molto vasto in cui ricadono differenti discipline tra cui la sociologia.
La filosofia sociale cerca di capire i percorsi, i cambiamenti e le tendenze delle società umane.
Vi è un'area di sovrapponibilità considerevole tra le domande poste da questa dottrina e l'etica.
La forma più diffusa di questa filosofia è quella politica, che riguarda principalmente l'idea di stato e di forma di governo.
Alcuni argomenti trattati dalla filosofia sociale sono:
- individualismo
- dinamica delle folle
- filosofia del diritto
- diritto reale e proprietà
- diritti umani
- autorità
- libero arbitrio
- criticismo culturale
- semiotica

Fra i principali filosofi sociali figurano Rousseau, Hegel, Le Bon, Emerson, Dewey e la maggior parte dei pensatori dell'individualismo, nonché i membri della Scuola di Francoforte (culla della teoria critica).